# Schacontia
Schacontia là một chi bướm đêm thuộc họ Crambidae.